# Łosice (gmina)
Pour les articles homonymes, voir Łosice (homonymie).
Łosice est une gmina urbaine-rurale (gmina miejsko-wiejska) ou mixte de la powiat de Łosice, dans la Voïvodie de Mazovie, dans le centre-est de la Pologne.
Son siège administratif (chef-lieu) est la ville de Łosice, qui se situe environ 118 kilomètres à l'est de Varsovie (capitale de la Pologne).
La gmina couvre une superficie de 121,22 km2 pour une population de 11 258 habitants en 2006 avec une population de 7 252 habitants pour la ville de Łosice et une population de la partie rurale de la gmina de 4 006 habitants.

## Histoire
De 1975 à 1998, la gmina est attachée administrativement à la voïvodie de Biała Podlaska.

Depuis 1999, elle fait partie de la voïvodie de Mazovie.

## Géographie
Outre la ville de Łosice, la gmina inclut les villages de :

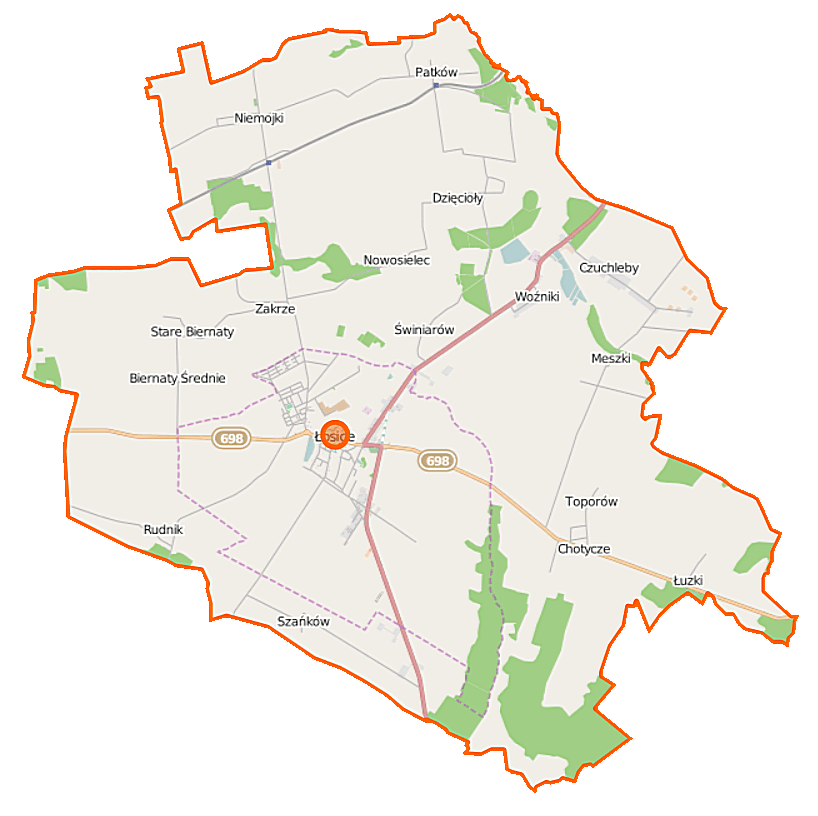
Plan de la gmina

- Biernaty Średnie
- Chotycze
- Chotycze-Kolonia
- Czuchleby
- Dzięcioły
- Jeziory
- Łuzki
- Meszki
- Niemojki
- Niemojki-Stacja
- Nowosielec
- Patków
- Prusy
- Rudnik
- Stare Biernaty
- Świniarów
- Szańków
- Szańków-Kolonia
- Toporów
- Woźniki
- Zakrze

### Gminy voisines
La gmina de Łosice est voisine des gminy suivantes :
- Huszlew
- Mordy
- Olszanka
- Platerów
- Przesmyki
- Stara Kornica

## Structure du terrain
D'après les données de 2002, la superficie de la commune de Łosice est de 121,22 km2, répartis comme tel :
- terres agricoles : 82%
- forêts : 10%

La commune représente 15,71% de la superficie du powiat.

## Démographie
Données du 30 juin 2004 :
| description        | Total  | Total | Femmes | Femmes | Hommes | Hommes |
| ------------------ | ------ | ----- | ------ | ------ | ------ | ------ |
| Unité              | Nombre | %     | Nombre | %      | Nombre | %      |
| population         | 11 263 | 100   | 5 685  | 50,5   | 5 578  | 49,5   |
| Densité (hab./km²) | 92,9   | 92,9  | 46,9   | 46,9   | 46     | 46     |